# Via Ducalis
Die Via Ducalis oder „Herzogsstraße in Schlesisch-Teschen“ (poln. Droga Książęca) ist eine touristisch erschlossene Route im heute polnischen und tschechischen Gebiet des ehemaligen Herzogtums Teschen (Olsagebiet). 
Sie stellt räumliche Verbindungen von Orten her, die in der Geschichte enger zusammengehörten, als heutige Grenzen vermuten lassen. Gefördert wurde das Projekt von der Europäischen Union (EFRE) und der Euroregion Śląsk Cieszyński – Těšinské Slezsko. 

## Sehenswürdigkeiten
Sehenswürdigkeiten an der Via Ducalis – Herzogsstraße in Schlesisch-Teschen – Droga Książęca alphabetisch geordnet:
- Bielowicko (Bielowitzko)
  - Laurentiuskirche (Kościół Katolicki p.w. św. Wawrzyńca)

- Bielsko-Biała (Bielitz-Biala)
  - Bahnhof (Dworzec Kolejowy)
  - Museum Sulkowski-Schloss (Zamek Sułkowskich Muzeum w Bielsku-Białej)

- Bystřice nad Olší (Bistrzitz)
  - Holzkirche Heilig-Kreuz (Drewniany kościół Podwyższenia Krzyża Świętego)

- Cieszyn (Teschen)
  - Rathaus (Ratusz)
  - Schlossberg, Jagdschloss (Góra Zamkowa – Pałac Myśliwski)
  - Schlossberg, Reste vom Piastenschloss (Góra Zamkowa – Relikty Zamku Piastowskiego)
  - Ehem. Münze der Teschener Herzöge (Dawna Mennica Książęca Książnica Cieszyńska)
  - Evangelische Jesuskirche (Ewangelicki Kościół Jezusowy)
  - Dreifaltigkeitskirche (Kościół Katolicki Św. Trójcy)
  - Heiligkreuz-Kirche (Kościół Katolicki Św. Krzyża)
  - Maria-Magdalenen-Kirche (Kościół Katolicki Św. Marii Magdaleny)
  - Schlößchen in Blogotitz (Zameczek w Błogocicach)
  - Museum im Larisch-Palast (Pałac Hrabiów Larischów Muzeum Śląska Cieszyńskiego)

- Czechowice-Dziedzice (Czechowitz-Dziedzitz)
  - Kotuliński-Palast (Pałac Baronów Kotulińskich)

- Český Těšín (Teschen)
  - Bahnhof

- Dzięgielów (Dzingelau)
  - Renaissancehof (Renesansowy Dwór Obronny)

- Frýdek-Místek (Friedek-Mistek)
  - Beskiden-Museum im Piastenschloss
  - Marienkirche

- Górki Wielkie (Groß Gurek)
  - Ruinen des Marklowskihofs (Ruiny Dworu Marklowskich Muzeum Zofii Kossak-Szatkowskiej)

- Grodziec Śląski (Grodzietz)
  - Schloss Grodziec (Zamek Grodeckich)

- Havířov-Šumbark (Havírov-Schumbarg)
  - Herrenhaus Hrabiow-Arco (Dwór Hrabiów Arco)

- Karviná-Fryštát (Karwin-Freistadt)
  - Rathaus
  - Museum Palais Larisch
  - Heiligkreuz-Kirche

- Kończyce Małe
  - Czelo-Herrenhaus (Dwór Czelów z Czechowic)

- Dolní Marklovice (Nieder Marklowitz)
  - Marienkirche

- Ochaby Wielkie (Ochab)
  - Herrenhaus (Dwór w Centrum Stadniny)

- Orlová (Orlau)
  - Kirche Mariä Geburt

- Ostrava (Schlesisch Ostrau)
  - Slezskoostravský hrad

- Petrovice u Karviné (Petrowitz bei Freistadt)
  - Gusnar-Palast

- Skoczów (Skotschau)
  - Rathaus (Ratusz Muzeum św. Jana Sarkandra)
  - Museum (Muzeum im. Gustawa Morcinka)

- Strumień (Schwarzwasser)
  - Rathaus (Ratusz)

- Šenov (Schönhof)
  - Kirche Vorsehung Gottes

- Třinec (Trzynietz)
  - Eisenhütte

- Ustroń (Ustron)
  - Museum (Muzeum Ustrońskie im. J. Jarockiego)

- Wisła (Weichsel)
  - Jagdschloss (Zameczek Myśliwski)

- Wisła-Czarne (Weichsel-Schwarzbach)
  - Kapelle am ehem. Präsidentenpalast (Kaplica przy Zameczku Prezydenta RP)
  - Ehem. Präsidentenpalast (Zameczek Prezydenta RP)

- Zamarski (Zamarsk)
  - Kirche St. Rochus (Kościół Katolicki św. Rocha)

- Zebrzydowice (Seibersdorf)
  - Mattencloit-Palast (Pałac Baronów Mattencloitów)